# Kristóf Milák
Kristóf Milák (ur. 20 lutego 2000 w Budapeszcie) – węgierski pływak specjalizujący się w stylu motylkowym i dowolnym, dwukrotny mistrz olimpijski, trzykrotny mistrz globu i rekordzista świata oraz wielokrotny mistrz Europy.

## Kariera pływacka
W czerwcu 2017 roku na mistrzostwach Europy w Netanji zdobył sześć medali. Indywidualnie złoto wywalczył na dystansie 200 m stylem motylkowym i czasem 1:53,79 ustanowił nowy rekord świata juniorów.
Miesiąc później, podczas mistrzostw świata w Budapeszcie w półfinale 100 m stylem motylkowym uzyskał czas 50,77 i pobił rekord świata juniorów oraz rekord Węgier seniorów. W finale tej konkurencji zdobył srebrny medal, z czasem 50,62 poprawiając rekordy świata juniorów i swojego kraju.
W 2018 roku na mistrzostwach Europy w Glasgow zwyciężył na dystansie 200 m stylem motylkowym, poprawiając rekord zawodów z czasem 1:52,79. W konkurencji 100 m stylem motylkowym był czwarty (51,51).
Rok później, podczas mistrzostw świata w Gwangju na dystansie 200 m stylem motylkowym zdobył złoty medal i z czasem 1:50,73 pobił rekord świata, który od niemal 10 lat należał do Michaela Phelpsa. 
Na igrzyskach olimpijskich w Tokio zwyciężył w konkurencji 200 m stylem motylkowym i z czasem 1:51,25 ustanowił nowy rekord olimpijski. Na dystansie 100 m stylem motylkowym zdobył srebrny medal i z czasem 49,68 pobił rekord Europy.

### Rekordy świata
| Konkurencja             | Basen      | Rezultat | Data            | Miejsce   | Status             |
| ----------------------- | ---------- | -------- | --------------- | --------- | ------------------ |
| 200 m stylem motylkowym | 50-metrowy | 1:50,73  | 24 lipca 2019   | Gwangju   | do 21 czerwca 2022 |
| 200 m stylem motylkowym | 50-metrowy | 1:50,34  | 21 czerwca 2022 | Budapeszt | aktualny           |